# Silabarij
Zlogovnica, silabar ali silabarij (tudi seznam silabogramov) je urejena zbirka silabogramov (grafično znamenje za zlog v zlogovni pisavi) za vse zloge jezika, ki uporablja zlogovno pisavo.
Primeri: eskimski silabogrami pisave inuktitut ∧, >, <, ∩, ⊃, ⊂ za pi, pu, pa, ti, tu, ta, itd.